# (36809) 2000 SZ68
2000 SZ68 (asteroide 36809) é um asteroide da cintura principal. Possui uma excentricidade de 0.15071060 e uma inclinação de 4.75175º.
Este asteroide foi descoberto no dia 24 de setembro de 2000 por LINEAR em Socorro.